# Elijah Wood
Elijah Jordan Wood (ur. 28 stycznia 1981 w Cedar Rapids) – amerykański aktor, producent i DJ.

## Życiorys

### Wczesne lata
Urodził się w Cedar Rapids w stanie Iowa w rodzinie katolickiej jako drugie z trojga dzieci Debbie (z domu Krause) i Warrena Wooda, którzy wspólnie zaopatrywali delikatesy. Ma starszego brata Zachariasza i młodszą siostrę Hannah. W wieku siedmiu lat uczęszczał na lekcje gry na fortepianie w swoim rodzinnym mieście, a także występował jako model. W szkole podstawowej wziął udział w przedstawieniu Dźwięki muzyki i zagrał tytułową postać w inscenizacji Czarnoksiężnik z Krainy Oz. Był także chórzystą w produkcji See How They Run. Jego rodzice sprzedali delikatesy w 1989, a rodzina, bez ojca, przeprowadziła się do Los Angeles, aby Wood kontynuował karierę aktorską. Jego rodzice rozwiedli się, gdy miał 15 lat.

### Kariera
W 1989 wziął udział w dorocznym konkursie organizowanym przez International Modeling and Talent Association w Los Angeles, gdzie został odkryty. Po występie w teledysku Pauli Abdul „Forever Your Girl” (1989) w reżyserii Davida Finchera, jako ośmiolatek pojawił się w niewielkiej roli w przygodowej komedii fantastycznonaukowej Roberta Zemeckisa Powrót do przyszłości II (Back to the Future Part II, 1989). Mając dziewięć lat zagrał główną rolę Luke’a Winfielda – świadka morderstwa ojca z rąk zabójcy z ładunkiem w telewizyjnym dreszczowcu psychologicznym CBS Dziecko w mroku (Child in the Night, 1990) z JoBeth Williams. Znalazł się też w obsadzie dramatu sensacyjnego Mike’a Figgisa Wydział wewnętrzny (Infernal Affairs, 1990) z Richardem Gere’em i Andym Garcíą.
Doceniony przez krytyków, szybko zaczął otrzymywać kolejne propozycje ról pierwszoplanowych. Jako wnuk głównych bohaterów Michael Kaye w dramacie Barry’ego Levinsona Avalon (1990) i za rolę 10-letniego Willarda Younga w dramacie Raj odzyskany (Paradise, 1991) z Donem Johnsonem i Melanie Griffith był nominowany do Nagrody Młodego Artysty dla najlepszego młodego aktora w filmie fabularnym. Na planie dramatu fantastycznonaukowego Steve’a Minera Wiecznie młody (Forever Young, 1992) partnerował Melowi Gibsonowi i Jamie Lee Curtis. Rola Mike’a w dramacie fantasy Richarda Donnera Marzyciele, czyli potęga wyobraźni (Radio Flyer, 1992) z Tomem Hanksem przyniosła mu Nagrodę Młodego Artysty. Jako 12-letni Mark Evans w dreszczowcu psychologicznym Iana McEwana Synalek (The Good Son, 1993) z Macaulayem Culkinem został uhonorowany Nagrodą Saturna w kategorii najlepszy młody aktor. Wziął udział w wideoklipie zespołu The Cranberries „Ridiculous Thoughts” (1995).
Światową sławę przyniosła mu jednak dopiero rola hobbita Frodo Bagginsa w filmowej superprodukcji Władca Pierścieni.

## Życie prywatne
W 2018 związał się z Mette-Marie Kongsved.

## Filmografia

### Aktor
- Powrót do przyszłości II (Back to the Future Part II, 1989) jako Video Game Boy (Mickey)
- Avalon (1990) jako Michael Kaye
- Wydział wewnętrzny (Internal Affairs, 1990) jako Sean
- Dziecko w mroku (Child in the Night, 1990) jako Luke
- Raj odzyskany (Paradise, 1991) jako Willard Young
- Wiecznie młody (Forever Young, 1992) jako Nat Cooper
- Marzyciele, czyli potęga wyobraźni (Radio Flyer, 1992) jako Mike
- The Witness (1992) jako Mały chłopiec
- Day-O (1992) jako Dayo
- Przygody Hucka Finna (The Adventures of Huck Finn, 1993) jako Huckleberry Finn
- Synalek (The Good Son, 1993) jako Mark Evans
- Wojna (The War, 1994) jako Stu
- Małolat (North, 1994) jako North
- Flipper (1996) jako Sandy
- Oliver Twist (1997) jako Artful Dodger
- Burza lodowa (The Ice Storm, 1997) jako Mikey Carver
- Oni (The Faculty, 1998) jako Casey Connor
- Dzień zagłady (Deep Impact, 1998) jako Leo Biederman
- Seventeen: The Faces for Fall (1998) jako on sam
- Czarne i białe (Black and White, 1999) jako Wren
- The Bumblebee Flies Anyway (1999) jako Barney Snow
- Łańcuch szczęścia (Chain of Fools, 2000) jako Mikey
- Władca Pierścieni: Drużyna Pierścienia (The Lord of the Rings: The Fellowship of the Ring, 2001) jako Frodo Baggins
- Spisek (Life Without Dick, 2001)
- Wszystko czego pragnę (Try Seventeen, 2002) jako Jones Dillon
- Władca Pierścieni: Dwie wieże (The Lord of the Rings: The Two Towers, 2002) jako Frodo Baggins
- Środa popielcowa (Ash Wednesday, 2002) jako Sean Sullivan
- Przygody Tomcio Palucha i Calineczki (The Adventures of Tom Thumb and Thumbelina, 2002) jako Tom Thumb (głos)
- Władca Pierścieni: Powrót króla (The Lord of the Rings: The Return of the King, 2003) jako Frodo Baggins
- Mali agenci 3D: Trójwymiarowy odjazd (Spy Kids 3-D: Game Over, 2003) jako Gość (The Guy)
- Zakochany bez pamięci (Eternal Sunshine of the Spotless Mind, 2004) jako Patrick
- I’m Still Here: Real Diaries of Young People Who Lived During the Holocaust (2005) jako Klaus Langer / Dawid Rubinowicz
- Hooligans (2005) jako Matt Buckner
- Wszystko jest iluminacją (Everything Is Illuminated, 2005) jako Jonathan
- Sin City: Miasto Grzechu (Sin City, 2005) jako Kevin
- Bobby (2006) jako William
- Dzień zero ((Day Zero), 2006) jako Feller
- Happy Feet: Tupot małych stóp (Happy Feet, 2006) jako Mumble (głos)
- Zakochany Paryż (Paris, je t'aime, 2006) jako kelner (segment „8th arrondissement”)
- The Oxford Murders (2008) jako Martin
- Christmas on Mars (2008)
- 9 (9 lub nine, 2009) jako głos
- Full of Regret (2010) jako Mysz
- Romantycy (The Romantics, 2010) jako Chip Hayes
- I Think Bad Thoughts (2011) jako „Mouse”
- The Death and Return of Superman (2011) jako Cyborg Superman / Hank Henshaw
- Fight For Your Right Revisited (2011) jako Ad-Rock (B-Boys 1)
- Wilfred 2011- 2014 jako Ryan Newman

- The Ballad Of Danko Jones (2012) jako Mysz

- Hobbit: Niezwykła podróż (2012) jako Frodo Baggins
- Maniac (2012) jako Frank Zito
- Odwet za Jolly (Revenge for Jolly!, 2012) jako Thomas
- Wyspa skarbów (Treasure Island, 2012) jako Ben Gunn
- Celeste i Jesse – Na zawsze razem (Celeste and Jesse Forever. 2012) jako Scott
- This Must Be the Only Fantasy (2013)
- Kroniki lombardu (Pawn Shop Chronicles, 2013) jako Johnny Shaw

- Wirtuoz (Grand Piano, 2013) jako Tom Selznick
- Rozpalić gwiazdy (Set Fire to the Stars, 2014) jako John M. Brinnin
- Szkolna zaraza (Cooties, 2014) jako Clint
- Link do zbrodni (Open Windows, 2014) jako Nick Chambers

- Broken Age (komputerowa gra przygodowa, 2014) jako Shay
- Łowca czarownic (The Last Witch Hunter, 2015) jako Dolan 37
- Skarbiec (The Trust, 2016)
- I dont feel at home in this world anymore (2017) jako Tony
- Holistyczna agencja detektywistyczna Dirka Gently’ego (Dirk Gently's Holistic Detective Agency, 2017) jako Todd Brotzman

- Chodź do tatusia (Come To Daddy, 2019) jako Norval Greenwood
- No Man of God (2021) jako Bill Hagmaier

### Aktor gościnnie
- Homicide: Life on the Street (1993–1999) jako McPhee Broadman
- Frasier (1993–2004) jako Ethan (głos)
- Adventures from the Book of Virtues (1996) jako Icarus (głos)
- Bobby kontra wapniaki (King of the Hill, 1997) jako Jason (głos)
- Rank (2001–2004) jako on sam